# Burg Lauterstein (Marienberg)
Die Burg Lauterstein, auch Burgruine Niederlauterstein genannt, ist eine mittelalterliche Höhenburg in Niederlauterstein, einem Ortsteil von Marienberg im Erzgebirgskreis des Freistaates Sachsen. Seit dem Dreißigjährigen Krieg ist sie eine Burgruine.

## Lage
Die Burgruine Lauterstein befindet sich auf einem markanten nach NO gerichtetem Gneisfelsen/Bergsporn am südöstlichen Ortsausgang von Niederlauterstein, über dem linken Ufer der Schwarzen Pockau in der Nähe von Zöblitz. Geläufig war früher auch die Bezeichnung Burgruine Niederlauterstein.

## Geschichte
Die steinerne Burganlage war Herrschaftsmittelpunkt und diente dem Schutz der mittelalterlichen Handels- und Passstraße von Leipzig über den Erzgebirgskamm nach Prag. Archäologische Grabungen belegten in den Jahren 1974–77 (Maresch S. 167) eine Entstehungszeit in der zweiten Hälfte des 12. Jahrhunderts. Die erste urkundliche Erwähnung erfolgte 1304, als in einer Urkunde „Johannes in Lutierstein“ als ausstellende und siegelnde Person erscheint. Es ist bekannt, dass diese Person der pleißenländischen Reichsministerialen-Familie von Erdmannsdorff angehörte. Nach der Schellenberger Fehde und dem Herrschaftsverlust der Herren von Schellenberg (heute Augustusburg) belehnte Markgraf Friedrich der Freidige von Meißen 1323 den Burggrafen Albrecht von Altenburg und Otto von Leisnig mit der Burg Lauterstein und dem Städtchen Zcobelin (Zöblitz). Verwalter der Burg waren damals die Herren von Schellenberg.
1434 kaufte Kaspar von Berbisdorf, aus dem sächsischen Adelsgeschlecht der Berbisdorf, von den Burggrafen Otto von Leisnig und Albrecht von Altenburg für 4.000 Gulden die Herrschaft Lauterstein. Im Jahre 1497 gab es eine Erbteilung bei den Herren von Berbisdorf: die bisherige Herrschaft Lauterstein teilte man in Niederlauterstein und Oberlauterstein auf. Auch die Burg wurde geteilt. Dazu zog man eine trennende „Schiedsmauer“ mitten durch die Burg. Unter den Berbisdorf wird die Burg schlossartig ausgebaut.
Die Burg war eine Ganerbenburg geworden. 1559 gelangte Kurfürst August von Sachsen in den Besitz von Burg und Herrschaft Lauterstein (indem er deren Verkauf an ihn erzwang) und richtete hier den Sitz eines kursächsischen Amtes ein. Die Burg soll am 14. März 1639 von drei schwedischen Reitern in Brand gesteckt worden sein. Danach wurde sie nicht wieder aufgebaut und blieb eine Ruine.
Laut Geupel wurden hier Funde gemacht, die dem Zeitraum vom 12. bis 17. Jahrhundert zuzuweisen sind.
Am 25. November 1968 wurde das Areal als Bodendenkmal „Lauterstein“/„Schloßruine“ eingetragen.

## Anlage
Die Höhenburg in Spornlage nutzte ein Areal von etwa 30 m Durchmesser. Durch Umbau zum Schloß und dessen Zerstörung 1639 wurde das Objekt verändert. Es finden sich noch Ruinen eines Rundturmes (9 m Durchmesser) und eines quadratischen Turmes von 6 × 6 m Seitenlänge, sowie weiteres Mauerwerk von Gebäuden und Umfassungsmauern. Ein ehemaliger Abschnittsgraben an der Westseite wurde durch Anlegung eines Hofes völlig planiert/aufgefüllt.

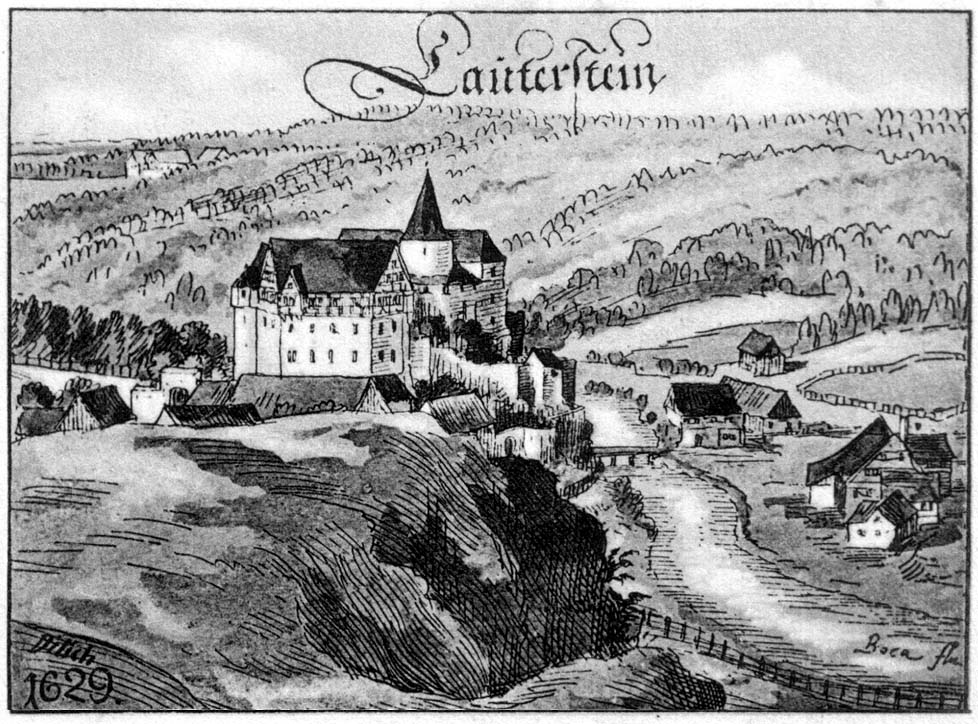
Burg Lauterstein 1629 (vor der Zerstörung)
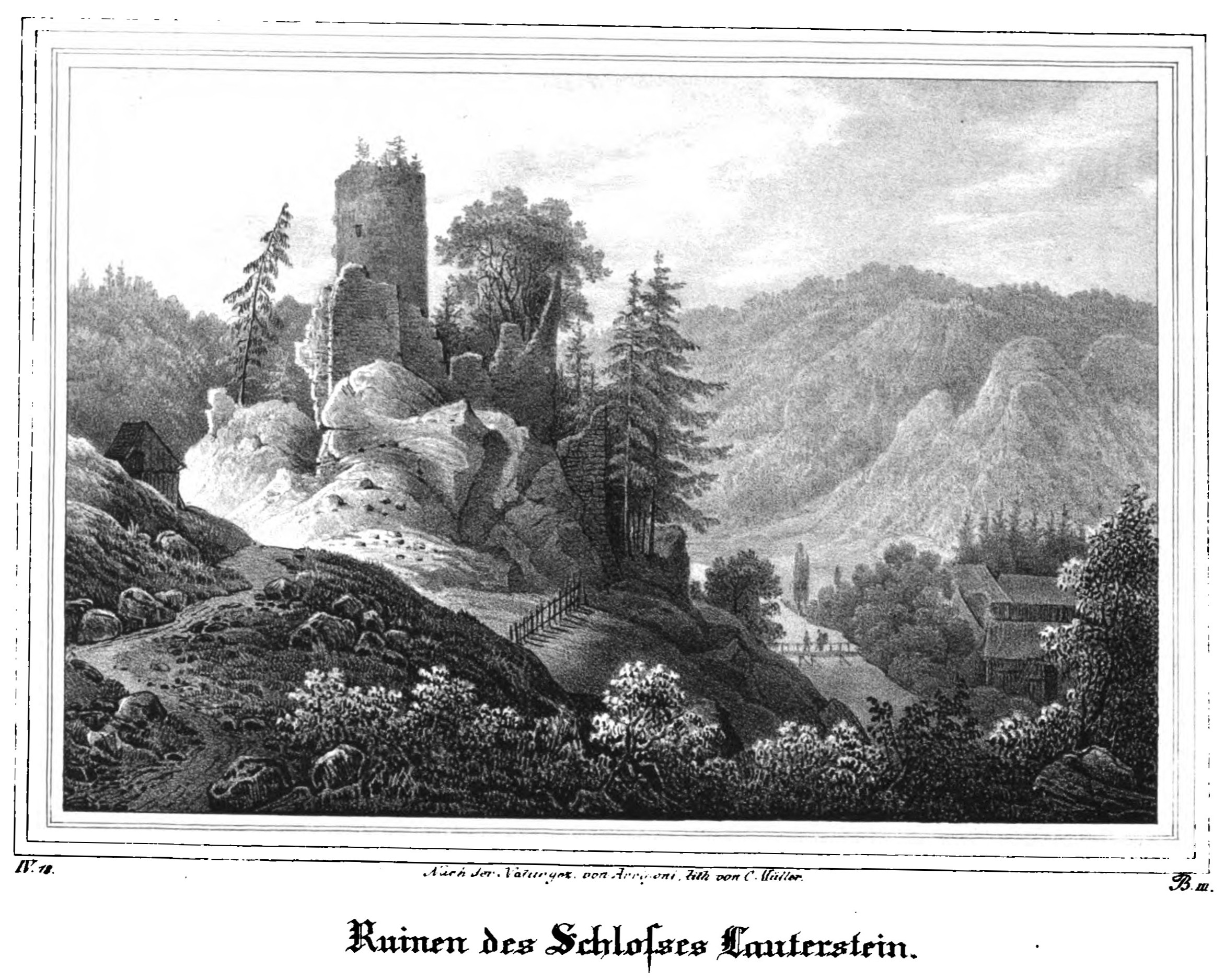
Ansicht von 1839
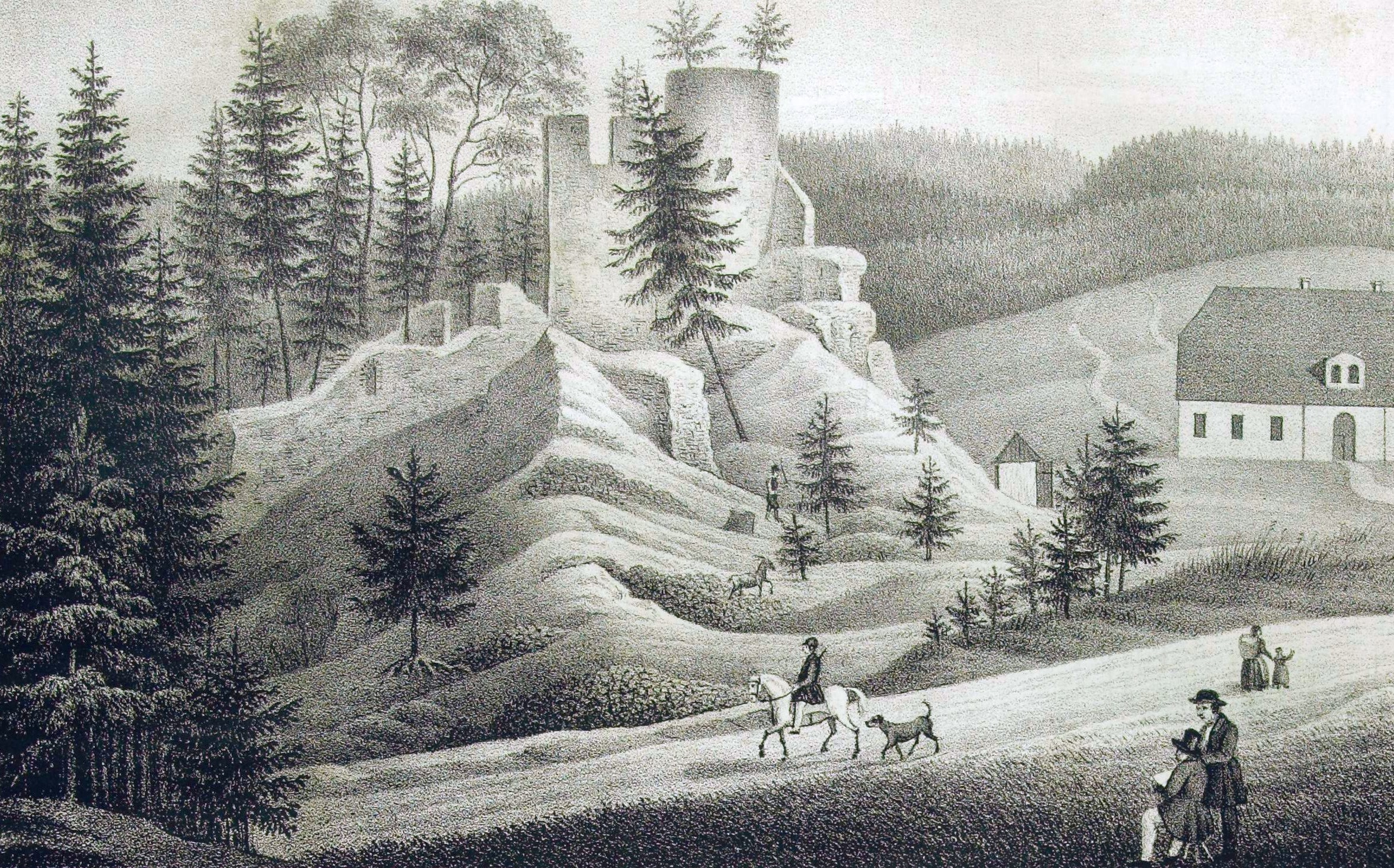
Ansicht um 1845